# Dodok Anang Zuanto
Dodok Anang Zuanto (sinh ngày 13 tháng 1 năm 1983 tại Sidoarjo, Đông Java) là một cầu thủ bóng đá Indonesia hiện thi đấu cho Persela Lamongan tại Indonesia Super League.